# Zaine Pierre
Zaine Kareem Pierre (Dennery, 21 de septiembre de 1993) es un futbolista santaluciano que juega como centrocampista. 

## Selección nacional
Pierre hizo su debut absoluto con Santa Lucía en 2010, y ha jugado para ellos en partidos clasificatorios para la Copa Mundial de Fútbol.